# In Absentia
In Absentia (с лат. — «В отсутствие») — седьмой студийный альбом британской прогрессив-рок-группы Porcupine Tree, выпущенный 24 сентября 2002 года лейблом Lava Records. Это первый релиз группы, выпущенный на крупном лейбле. Альбом ознаменовал собой несколько изменений в группе: это был первый альбом с новым барабанщиком Гэвином Харрисоном и первый альбом, в котором группа перешла к более прогрессив-метал-звучанию, в отличие от психоделического и альтернативного рока в предыдущих альбомах.
Альбом был очень хорошо принят критиками и коммерчески успешен, его часто называют главным достижением группы, и он был продан в три раза большим тиражом, чем любой из предыдущих альбомов группы.

## Предыстория и запись
В первые годы существования группы, когда она записывалась на лейбле Delerium Records, её музыка обычно отличалась более продолжительными и абстрактными элементами, характерными для психоделического рока и спэйс-рока. Группа изменила своё звучание в конце 1990-х, когда подписала контракт с лейблами Kscope/Snapper Record, и перешла к более коммерческому, ориентированному на радио звучанию, которое включало в себя более короткие композиции и традиционную структуру песен, но при этом сохраняло черты прогрессивного рока. Однако примерно к 2001 году они снова переросли небольшой лейбл и, сменив его на Lava Records, решили двигаться больше в сторону прогрессивного метала. Изначально группа была против сотрудничества с крупными звукозаписывающими лейблами, считая, что большинство лейблов «не понимают» группу, а в эту эпоху в музыке больше внимания уделяется альбомам, а не синглам. Однако они выбрали Lava, потому что лейбл, казалось, поддерживал эту философию. Фронтмен Стивен Уилсон объяснял это тем, что другие группы, а именно Tool и Radiohead, добились успеха с таким же подходом.
После завершения процесса записи Стивен Уилсон отвёз альбом в студию Larrabee в Лос-Анджелесе, чтобы поработать с Тимом Палмером и звукорежиссёром Марком О’Донохью над сведением пластинки на консоли J-Series SSL.

## Композиция и стиль
На изменение звучания повлиял ряд других факторов, помимо смены лейбла. Многие из них были связаны с ключевыми кадровыми изменениями и отношениями. Наиболее заметным было то, что Уилсон заново открыл для себя хэви-метал благодаря своему увлечению музыкой Burzum и книгой «Повелители хаоса», что привело его к прослушиванию многих экстрим-метал-групп и, в конце концов, к шведским группам, вроде Meshuggah и Opeth, которых он назвал «святым Граалем» этой новой сцены (обе группы были упомянуты в примечаниях к альбому In Absentia). Кроме того, Уилсон познакомился с Микаэлем Окерфельдтом из Opeth, когда их обоих отдельно интервьюировал один и тот же журналист. Впечатлённый их музыкой, Уилсон в конце концов согласился спродюсировать следующий альбом Opeth — Blackwater Park, что вдохновило его и на то, чтобы направить Porcupine Tree в более метал-русло.
Ещё одним фактором, повлиявшим на изменение звучания группы, стала встреча Уилсона с израильским рок-певцом Авивом Геффеном. Они познакомились, когда Геффен, поклонник музыки Уилсона, пригласил Porcupine Tree в тур в 2000 году в поддержку предыдущего альбома группы Lightbulb Sun 2000 года. Совместные гастроли привели к созданию отдельной музыкальной группы под названием Blackfield. Геффен, не будучи поклонником метал-музыки, придерживался более поп-рокового стиля, который больше походил на предыдущие альбомы Porcupine Tree — Stupid Dream и Lightbulb Sun. Это дало Уилсону возможность раскрыть эту сторону своей музыки, что позволило ему сосредоточиться на более метал-звучании в Porcupine Tree, не отказываясь полностью от прежнего жанра.
Завершением изменений стало увольнение барабанщика Криса Мейтленда и его замена на Гэвина Харрисона, который присоединился к группе в начале 2002 года. Мейтленд не мог взять на себя большие обязательства, связанные с подписанием контракта с крупным звукозаписывающим лейблом, и группа решила, что стиль Харрисона больше подходит для альбома в стиле метал. Уилсон так охарактеризовал изменения в группе в то время: 

In Absentia была написана ещё до прихода Гэвина; даже партии ударных были в некотором роде запрограммированы. Но это один из тех моментов в жизни, когда всё складывается. Я написал эти песни, и в то время меня гораздо больше интересовала идея — после работы с Opeth — снова привнести в музыку что-то более брутальное или металическое. В то же время появился Гэвин, и Гэвин был совсем другим барабанщиком, не таким, как наш предыдущий барабанщик Крис Мейтленд. Он был гораздо более мощным и техничным. В его звучании было больше современного звучания, так что это была просто одна из тех действительно удачных вещей, когда он просто пришёл, сыграл эти песни и просто поразил всех, и всё просто сложилось. И, конечно, это была первая пластинка, которую мы выпустили на нашем новом лейбле, и мы впервые подписали контракт с крупным американским лейблом Lava Records. Гэвин в каком-то смысле был последним элементом этого уравнения — он просто поднял планку не только в плане игры на барабанах, но и в плане музыкальности всей группы. Все слушали Гэвина и говорили: «Чёрт, вау! Нам действительно нужно подтянуть нашу игру».

## Концепция и темы
Несмотря на то, что это не концептуальный альбом, многие песни всё же имеют общие темы, связанные с серийными убийцами, юношеской наивностью, которая «пошла не так», и критикой современного мира. Уилсон сказал о названии: 

Оно происходит от… Оно связано с некоторыми текстами. Речь идёт о людях на задворках, на окраинах человечества и общества. Меня интересуют серийные убийцы, растлители детей и мужья-тираны… Дело не в том, что они сделали, а в психологии того, почему они это сделали. Что заставило их стать неуравновешенными и извращёнными? Почему они не способны сопереживать? Это In Absentia своего рода метафора — в их душе чего-то не хватает, это чёрная дыра, рак. Это отсутствие в душе.
Название альбома отсылает к той же теме: в переводе с латыни «in absentia» означает «в отсутствие» или «в отсутствие кого-либо» — термин, часто используемый в отношении уголовных процессов, которые проводятся в отсутствие обвиняемого.

## Выпуск и продвижение
Альбом был выпущен 24 сентября 2002 года на CD и виниле. На виниле был бонус-трек «Chloroform» после «The Creator Has a Mastertape». За несколько недель до выхода альбома был выпущен сборник, содержащий «Blackest Eyes» и сокращённые версии «Trains» и «Strip the Soul». Первый трек, «Blackest Eyes», был выбран для трансляции на основных рок-радиостанциях и выпущен в апреле 2003 года в США, хотя и не попал в чарты.
Группа отправилась в тур в поддержку альбома вместе с группой Yes. Позже Уилсон сожалел об этом, заявляя, что аудитория этих двух групп была слишком разной: «Проблема заключалась в том, что большинство людей, приходивших на концерты Yes, уже много лет не интересовались новой музыкой и на самом деле приходили только для того, чтобы послушать свои любимые старые песни Yes». Позже группа отправилась во второй тур в поддержку альбома вместе с Opeth. Во время этого тура, в июле и августе 2003 года, группа выпустила мини-альбом Futile, в который вошли песни, записанные во время сессий для альбома In Absentia.
В 2017 году лейбл Kscope приобрёл этот альбом, а также следующий альбом группы — Deadwing, и перезаписал их для выпуска в 2018 году на лейбле Kscope Records, уменьшив компрессию и улучшив общее качество звука. 21 февраля 2020 года лейбл Kscope выпустил расширенную версию альбома (Deluxe Edition) In Absentia на четырёх дисках. На первом диске представлен микс альбома, сделанный Стивеном Уилсоном в 2017 году, на втором диске — дополнительные студийные записи, не вошедшие в финальную версию альбома, на третьем диске — более 70 минут демозаписей, записанных в домашней студии Уилсона, а четвёртый диск — это Blu-ray с 109-минутным документальным фильмом о создании альбома. Все материалы этого издания собраны в 100-страничной книге в твёрдом переплёте, наполненной эксклюзивным контентом.

## Отзывы критиков
| Оценки критиков    | Оценки критиков |
| Источник           | Оценка          |
| ------------------ | --------------- |
| AllMusic           | [ 29 ]          |
| The Guardian       | [ 30 ]          |
| PopMatters         | благоприятно    |
| Rock Hard          | [ 32 ]          |
| Rolling Stone      | [ 33 ]          |
| Sea of Tranquility | [ 34 ]          |
| Ultimate Guitar    | 9.7/10          |

Отзывы критиков на альбом были в целом положительными. Он занял 2-е место в списке 20 лучших альбомов 2002 года по версии Metal Storm и 46-е место в списке 200 лучших альбомов всех времён. Брэдли Торреано из AllMusic высоко оценил альбом, заявив, что в целом он «…обладает наибольшей привлекательностью из всего, что Уилсон выпустил под этим псевдонимом на данный момент. Сохраняя приемлемую длину песен и избегая авангардных электронных расцветок ранних дней существования группы, Porcupine Tree превратились в полностью реализованную поп-группу, не лишённую каких-либо элементов, которые также делают их важной силой в нео-прог-движении». В Billboard заявили, что «с альбомом In Absentia группа демонстрирует потрясающую игру, изобилующую сильными песнями, загадочными лирическими размышлениями, виртуозной музыкальностью и сочной оркестровкой». Дэвид Баум из PopMatters также высоко оценил его, назвав «…впечатляющим альбомом, в котором чувствуется влияние прогрессивного рока King Crimson. Но что отличает этот альбом от других, так это то, что Стивен Уилсон, фронтмен группы, который написал песни и спродюсировал альбом, явно стремился создать интеллектуальную популярную музыку».
В интервью 2009 года Уилсон признал, что и он сам, и его поклонники считают этот альбом главным достижением и лучшим альбомом в его карьере на тот момент.

### Награды
Версия альбома с объёмным звуком получила награду за лучший микс 5.1 на церемонии вручения премии Surround Sound Music Awards в 2004 году в Лос-Анджелесе.

## Коммерческий успех
К апрелю 2004 года было продано более 100 000 копий альбома по всему миру, что более чем в три раза превысило продажи их предыдущих альбомов. Только в США было продано 45 000 копий альбома по сравнению с 2000 копиями предыдущих альбомов. По состоянию на 2005 год было продано 120 000 копий.

## Список композиций
1. «Blackest Eyes» — 4:23
2. «Trains» — 5:56
3. «Lips of Ashes» — 4:39
4. «The Sound of Muzak» — 4:59
5. «Gravity Eyelids» — 7:56
6. «Wedding Nails» — 6:33
7. «Prodigal» — 5:35
8. «.3» — 5:25
9. «The Creator Has a Mastertape» — 5:21
10. «Heartattack in a Layby» — 4:15
11. «Strip the Soul» — 7:21
12. «Collapse the Light into the Earth» — 5:54

## Чарты
| Чарт (2003—2020 гг.)          | Позиции в чартах |
| ----------------------------- | ---------------- |
| Франция (SNEP)                | 143              |
| Германия (Offizielle Top 100) | 58               |